# Брузапорто
Брузапо̀рто (на италиански: Brusaporto; на ломбардски: Brüsa, Брюза) е градче и община в Северна Италия, провинция Бергамо, регион Ломбардия. Разположено е на 255 m надморска височина. Населението на общината е 5577 души (към 2017 г.).